# Hans-Lothar Steppan
Hans-Lothar Steppan (* 16. November 1933 in Kuwertshof, Memelland; † 6. Februar 2011 in Bad Honnef) war ein deutscher Diplomat. Er war deutscher Botschafter in Katar, Tschad und Mazedonien.

## Leben
Hans-Lothar Steppan wurde am 16. November 1933 in Kuwertshof im damals litauischen Memelland geboren. Im Zuge des Zweiten Weltkriegs kam er 1944 nach Marne und später nach Lübeck.
Nach einem Studium des Wirtschaftsingenieurwesens an der Technische Hochschule Darmstadt, das er mit Diplom abschloss, war er dort ab 1963 wissenschaftlicher Assistent. Er promovierte 1965 mit einer Arbeit über Bestimmungsfaktoren der Wirksamkeit staatlicher Wirtschaftspolitik.
Er trat 1965 in den Auswärtigen Dienst ein. Nach Ableistung des Vorbereitungsdienstes war er von 1968 bis 1969 in der Zentrale, von 1969 bis 1971 an der Botschaft in Conakry und von 1971 bis 1974 wieder in der Zentrale tätig. Von 1974 bis 1977 war er Leiter des Wirtschaftsdienstes an der Botschaft in Helsinki. Nachdem er anschließend erneut in der Zentrale tätig gewesen war, war er von 1982 bis 1986 Leiter des Wirtschaftsdienstes an der Botschaft in Belgrad. Von 1986 bis 1991 war er Botschafter in Katar und von 1991 bis 1992 Botschafter im Tschad. Ab 1992 leitete er das Generalkonsulat Skopje und von 1994 bis 1996 war er Botschafter in Mazedonien.
Nach kurzer Krankheit starb Steppan am 6. Februar 2011 im Alter von 77 Jahren in Bad Honnef.

## Auszeichnungen
- Internationale Anerkennung Blaže Koneski der Mazedonischen Akademie der Wissenschaften und Künste (2007)[5]
- Medaille für Verdienste um Mazedonien (2019)[6]

## Schriften
- Hans-Lothar Steppan: Der mazedonische Knoten. Internationaler Verlag der Wissenschaften, 2004, ISBN 978-3-631-51895-3 (419 S.).